# 17 State Street
17 State Street es un edificio de 42 plantas que se encuentra en el Distrito Financiero en Manhattan. Fue diseñado por Emery Roth & Sons y es identificable por su distintiva fachada curva. El edificio es propiedad de RFR Holding desde 1999 cuando fue adquirido por Savannah Teachers Properties Inc. por 120 millones de dólares. 17 State Street se vio afectado por el huracán Sandy en octubre de 2012, sobre todo por el daño del agua a los aparatos eléctricos del sótano del edificio. El edificio estuvo cerrado debido a reparaciones aproximadamente durante dos semanas y fue uno de los primeros edificios de oficinas en el distrito financiero que se volvió a ocupar después de la tormenta.

## Arquitectura
En 1988, el crítico de arquitectura Paul Goldberg dijo que «no es un gran edificio, pero es una de las pocas intersecciones realmente felices entre las realidades del desarrollo comercial de Nueva York y las serias aspiraciones arquitectónicas».
Posteriormente, en 2008, el crítico de Arquitectura Carter B. Horsley se refirió a él como «el edificio curvado más hermoso de la ciudad», compitiendo con la rompedora fachada de 100 Eleventh Avenue de Jean Nouvel, el Edificio Lipstick de Philip Johnson, 1 Wall Street Court (antes era el Cocoa Exchange) y el cercano Delmonico Building.
Las plantas inferiores del rascacielos son la sede de New York Unearthed, un museo de arqueología urbana, con aproximadamente dos millones de artefactos de excavaciones locales. El museo fue incluido originalmente como una concesión a la Comisión para la Preservación de Monumentos Históricos de Nueva York, que no había podido realizar un estudio arqueológico del solar antes de que comenzará la construcción. Se creía que el solar contenía artefactos de principios del siglo XVIII, aunque un abogado de la compañía de construcción dijo que: estaba seguro de que ningún material se perdió.